# Saint-Denis (La Bruyère)
Saint-Denis, Saint-Denis-Bovesse, Saint-Denis-lez-Gembloux (wa. Sint-Dni-dlé-Bovesse) – dzielnica (section) gminy La Bruyère w Belgii, w Regionie Walońskim, w prowincji Namur, w okręgu Namur. 1 stycznia 2020 roku liczyła 1355 mieszkańców. Do 31 grudnia 1976 r. samodzielna gmina. 

## Demografia
Liczba mieszkańców, stan na 1 stycznia:
| Rok                | 1930 | 1947 | 1961 | 2020 |
| ------------------ | ---- | ---- | ---- | ---- |
| Liczba mieszkańców | 741  | 717  | 742  | 1355 |